# Empis lyra
Empis lyra är en tvåvingeart som beskrevs av Smith 1967. Empis lyra ingår i släktet Empis och familjen dansflugor. Inga underarter finns listade i Catalogue of Life.